# República Socialista Soviètica Autònoma de Txetxènia-Ingúixia
La República Socialista Soviètica Autònoma de Txetxènia-Ingúixia, també coneguda com a ASSR de Txetxènia-Ingúixia (en rus:Чечено-Ингушская АССР), fou una república soviètica depenent de la República Socialista Federada Soviètica de Rússia. Va ser establerta el 5 de desembre de 1936. Amb capital a Grozni, reunia els territoris de Txetxènia i Ingúixia, i l'any 1979 tenia 1.277.000 habitants en una àrea de 19.300 km². Entre el 1944 i el 1957, la república va deixar d'existir en el marc de la repressió i el trasllat que Stalin va ordenar per molts pobles del nord del Caucas, sota l'acusació de col·laboracionisme amb els nazis.
El 9 de gener de 1957 el govern soviètic de Nikita Khrusxov va restablir la República Autònoma.
Entre 1990 i 1992, es va dur a terme el procés per a dividir-la en les repúbliques d'Ingúixia i de Txetxènia. En aquesta segona també s'hi autoproclamà la República Txetxena d'Itxkèria, cosa que acabaria desembocant en la Primera guerra de Txetxènia.